# Adam Heba
Adam Heba (ur. 20 października 1938 w Gołaszycach k. Opatowa) – polski polityk, poseł na Sejm PRL IX kadencji.

## Życiorys
W 1963 ukończył studia na Wydziale Elektrotechniki Górniczo-Hutniczej Akademii Górniczo-Hutniczej w Krakowie. Od 1962 pracował kolejno w Hucie im. M. Nowotki w Ostrowcu Świętokrzyskim, w Zakładach Wytwórczych Aparatury Wysokiego Napięci im. G. Dymitrowa, w Zakładach Płyt Pilśniowych, w Zakładach Wyrobów Powlekanych „SANVIL”. W 1982 został dyrektorem Fabryki Aparatury Elektromechanicznej „Fanina” w Przemyślu.
W latach 1985–1989 pełnił mandat posła na Sejm PRL IX kadencji w okręgu Przemyśl z ramienia Polskiej Zjednoczonej Partii Robotniczej. Zasiadał w Komisji Nauki i Postępu Technicznego oraz w Komisji Przemysłu. W 1989, również z okręgu przemyskiego, z ramienia PZPR bez powodzenia ubiegał się o reelekcję.
Jest autorem licznych wniosków racjonalizatorskich. Przystąpił do Stowarzyszenia Elektryków Polskich, Ligi Obrony Kraju, Towarzystwa Przyjaźni Polsko-Radzieckiej, Ligi Ochrony Przyrody i Ochotniczych Strażach Pożarnych, za działalność w których otrzymał Srebrny i Brązowy Medal „Za Zasługi dla Pożarnictwa”. Odznaczony został także Brązowym Krzyżem Zasługi (1977), Krzyżem Kawalerskim Orderu Odrodzenia Polski (1984), Krzyżem Oficerskim Orderu Odrodzenia Polski (1989), Medalem 40-lecia Polski Ludowej, Medalem 40-lecia miasta Przemyśla oraz Odznaką „Zasłużony Racjonalizator Produkcji”.